# Telerig (khan)
 (décembre 2017).
Si vous disposez d'ouvrages ou d'articles de référence ou si vous connaissez des sites web de qualité traitant du thème abordé ici, merci de compléter l'article en donnant les références utiles à sa vérifiabilité et en les liant à la section « Notes et références ».
Telerig (mort en 777 à Constantinople), aussi Teleric ou Tseric, est le khan des Bulgares de 768 ou 772 à 777.

## Biographie
Le précédent khan des bulgares, Pagan, est assassiné en 768. Bien que Telerig soit considéré, d'après les sources byzantines, comme le successeur immédiat de ce dernier, son nom n'est, toutefois, mentionné par ces mêmes sources qu'à partir de 774. L'historien Christian Settipani l'estime fils de Tervel et de sa femme, probablement appelée Anastasie.
Défait par l'empereur byzantin Constantin V, Telerig fuit, en 777, le territoire des bulgares pour se réfugier à la cour du nouvel empereur byzantin Léon IV. Il se convertit au christianisme, prend le nom grec de Theophylaktos et se marie avec une cousine de l'impératrice Irène. Christian Settipani les fait les parents de Kardam.